# 闻人云涛
闻人云涛（1994年2月27日—），中國女子跆拳道運動員。她1994年出生於余姚市，为家里的第二个女儿，小時候运动成绩十分出色，為世南小學田徑校段一員，後來在父母反对下退出了田径队；2005年，宁波第二少体校到世南小学选拔苗子，闻人云涛因身高腿长、身手灵活、协调性好，被當時跆拳道队教练费明扬相中，邀她去体校试训，进入宁波第二少体校後，2008年进入省队，她先后参加了全国青年锦标赛、全国城运会、全国锦标赛等比赛，其中2011年全国青年锦标赛獲得冠軍。2011年6月，她入选中國国家队。

## 國際賽
2015年1月27日，美国跆拳道公开赛女子49公斤级第一名。在韓國茂朱郡舉行的2017年世界跆拳道锦标赛中，於49公斤級女子賽事中獲得銅牌。